# Porina sylvatica
Porina sylvatica är en lavart som beskrevs av P. M. McCarthy & Kantvilas. Porina sylvatica ingår i släktet Porina och familjen Porinaceae.   Inga underarter finns listade i Catalogue of Life.